# Lijst van onroerend erfgoed in Lint
Een overzicht van het onroerend erfgoed in de gemeente Lint. Het onroerend erfgoed maakt deel uit van het cultureel erfgoed in België.
| Object                                 | Erfgoedstatus? | Bouwjaar of architect | Deelgemeente | Adres                     | Coördinaten                  | Nummer? | Afbeelding                             |
| -------------------------------------- | -------------- | --------------------- | ------------ | ------------------------- | ---------------------------- | ------- | -------------------------------------- |
| Reeks van zes arbeiderswoningen        |                |                       | Lint         | Bergstraat 17-27          | 51° 7' 58" NB, 4° 28' 51" OL | 13713   | Reeks van zes arbeiderswoningen        |
| Gemeentehuis van Lint                  |                |                       | Lint         | Duffelsesteenweg 11       | 51° 7' 36" NB, 4° 29' 50" OL | 13714   | Gemeentehuis van Lint                  |
| Burgerhuis                             |                |                       | Lint         | Duffelsesteenweg 16       | 51° 7' 36" NB, 4° 29' 48" OL | 13715   | Upload foto                            |
| Langgestrekt hoevetje                  |                |                       | Lint         | Groenstraat 31            | 51° 8' 2" NB, 4° 28' 54" OL  | 13717   | Langgestrekt hoevetje                  |
| Langgestrekte hoeve                    |                |                       | Lint         | Kinderstraat 27           | 51° 7' 31" NB, 4° 29' 53" OL | 13718   | Langgestrekte hoeve                    |
| Parochiekerk Onze-Lieve-Vrouw Geboorte | orgel          |                       | Lint         | Koning Albertstraat 8     | 51° 7' 40" NB, 4° 29' 45" OL | 13719   | Parochiekerk Onze-Lieve-Vrouw Geboorte |
| Twee dorpswoningen                     |                |                       | Lint         | Koning Albertstraat 2-4   | 51° 7' 39" NB, 4° 29' 47" OL | 13720   | Twee dorpswoningen                     |
| Pastorie Onze-Lieve-Vrouw Geboorte     |                |                       | Lint         | Koning Albertstraat 6     | 51° 7' 39" NB, 4° 29' 46" OL | 13721   | Pastorie Onze-Lieve-Vrouw Geboorte     |
| Dorpswoning                            |                |                       | Lint         | Koning Albertstraat 18    | 51° 7' 41" NB, 4° 29' 43" OL | 13722   | Dorpswoning                            |
| Neotradioneel winkelhuis               |                |                       | Lint         | Koning Albertstraat 23    | 51° 7' 39" NB, 4° 29' 43" OL | 13723   | Neotradioneel winkelhuis               |
| Kasteel Lindenhof                      | landschap      |                       | Lint         | Koning Albertstraat 41-43 | 51° 7' 38" NB, 4° 29' 38" OL | 13725   | Kasteel Lindenhof                      |
| Dorpswoning                            |                |                       | Lint         | Koning Albertstraat 164   | 51° 7' 44" NB, 4° 29' 23" OL | 13726   | Dorpswoning                            |
| Heilig Hartkapelletje                  |                |                       | Lint         | Liersesteenweg            | 51° 7' 38" NB, 4° 29' 54" OL | 13728   | Heilig Hartkapelletje                  |
| Kapel Onze-Lieve-Vrouw Marpingen       |                |                       | Lint         | Liersesteenweg            | 51° 8' 2" NB, 4° 31' 13" OL  | 13729   | Upload foto                            |
| Brouwerij Vloeberghs-Van Hoof          |                |                       | Lint         | Liersesteenweg 23-27      | 51° 7' 40" NB, 4° 29' 56" OL | 13730   | Brouwerij Vloeberghs-Van Hoof          |
| Woonstalhuis Lentsche Reut             |                |                       | Lint         | Liersesteenweg 286        | 51° 7' 32" NB, 4° 30' 54" OL | 13731   | Woonstalhuis Lentsche Reut             |
| Hoeve met losse bestanddelen van 1840  |                |                       | Lint         | Liersesteenweg 303        | 51° 7' 39" NB, 4° 31' 6" OL  | 13732   | Hoeve met losse bestanddelen van 1840  |
| Drie groepen arbeiderswoningen         |                |                       | Lint         | Reynaertsstraat 20, 24-30 | 51° 7' 40" NB, 4° 28' 54" OL | 13734   | Drie groepen arbeiderswoningen         |
| Neoclassicistisch burgerhuis           |                |                       | Lint         | Statiestraat 30           | 51° 7' 42" NB, 4° 29' 51" OL | 13736   | Neoclassicistisch burgerhuis           |
| Stadswoning van 1911                   |                |                       | Lint         | Statiestraat 39           | 51° 7' 44" NB, 4° 29' 48" OL | 13737   | Stadswoning van 1911                   |
| Langgestrekte hoeve                    |                |                       | Lint         | Zevenhuizenstraat 48      | 51° 7' 40" NB, 4° 30' 27" OL | 13738   | Langgestrekte hoeve                    |
| Café Prins Albert                      |                |                       | Lint         | Liersesteenweg 2          |                              | 214970  | Café Prins Albert                      |
| Oorlogsmonument Lint                   |                |                       | Lint         | Oud-strijdersplein        |                              | 216149  | Upload foto                            |